# توم ستيوارت (سياسي أمريكي)
توم ستيوارت (بالإنجليزية: Tom Stuart)‏ هو سياسي أمريكي، ولد في 19 نوفمبر 1936، وتوفي في 16 نوفمبر 2001 في فيلادلفيا في الولايات المتحدة. حزبياً، نشط في الحزب الجمهوري.